# Recettori a bassa pressione
I recettori a bassa pressione (chiamati anche recettori di volume o recettori di stiramento o ancora volocettori) sono dei recettori situati nelle grandi vene sistemiche, nei vasi polmonari, pareti degli atri e dei ventricoli cardiaci.

## Anatomia
Nell'atrio destro i recettori di stiramento sono posizionati alla giunzione delle vene cave. Nell'atrio sinistro i recettori si trovano alla giunzione delle vene polmonari.

## Funzione
Questi recettori rispondono ai cambiamenti di tensione della parete atriale e ventricolare. Questa tensione parietale si ha in risposta a variazioni pressorie molto basse (inferiore a 60 mmHg). Pertanto, i barocettori a bassa pressione sono coinvolti nella regolazione della volemia (il contenuto complessivo di sangue dell'organismo). La volemia è un fattore determinante della pressione media in tutto il sistema, in particolare della pressione vigente a livello venoso, nel quale viene trattenuta la maggior parte del sangue. Essi esercitano anche uno stretto controllo sulla pressione vigente a livello del circolo polmonare. nel piccolo circolo, infatti, la pressione è decisamente più bassa rispetto a quella del circolo sistemico.
In sintesi si può affermare che l'azione dei recettori di stiramento riduce al minimo le variazioni di pressione che possono seguire una variazione della volemia. A titolo d'esempio, studi sperimentali eseguiti sui cani hanno evidenziato come l'infusione endovenosa di un volume di 300 ml di soluzione fisiologica generalmente determini un rialzo pressorio nell'ordine di +15 mm Hg. Se lo stesso animale viene sottoposto a denervazione dei volocettori il rialzo pressorio è molto più consistente raggiungendo i +100 mm Hg.
L'aumento dell'estensione dei recettori stimola sia un aumento della frequenza cardiaca sia una diminuzione della secrezione dell'ormone antidiuretico - ADH da parte dell'ipofisi posteriore, così come di renina e aldosterone.
La diminuita secrezione di ormone antidiuretico (ADH) comporta un incremento del volume di urina escreta: l'aumentata secrezione di urina comporta una contrazione della volemia che, a sua volta, determina una riduzione della pressione arteriosa. 
Inoltre la distensione dei recettori atriali comporta un'aumenta secrezione di peptide natriuretico atriale (ANP), che promuove l'aumento di escrezione di acqua e sodio attraverso l'urina.
I recettori atriali sono a fibre vagali mieliniche; un aumento di volume e di pressione dell'atrio ne comporta la stimolazione ed essi rispondono determinando un aumento della frequenza cardiaca mediato da efferenze simpatiche al nodo senoatriale.